# Topolino e il pirata delle scogliere
Topolino e il pirata delle scogliere (The Simple Things) è un film del 1953 diretto da Charles A. Nichols. È un cortometraggio animato della serie Mickey Mouse, prodotto dalla Walt Disney Productions e uscito negli Stati Uniti il 18 aprile 1953, distribuito dalla RKO Radio Pictures. Nel 1978 fu inserito nel film di montaggio Buon compleanno Topolino. È stato distribuito anche come Pluto, il gabbiano e l'ostrica e, a partire dagli anni novanta, Topolino a pesca. 
Il corto è noto per essere l'ultimo episodio regolare della serie animata cinematografica Mickey Mouse, e l'ultimo corto della serie su cui il suo creatore Walt Disney abbia lavorato. In seguito vennero prodotti altri quattro cortometraggi della serie: Canto di Natale di Topolino (1983), Il principe e il povero (1990), Topolino e il cervello in fuga (1995) e Tutti in scena! (2013).

## Trama
Topolino e Pluto sono sulla spiaggia e stanno andando a pescare. Pluto però trova una cozza sotto la sabbia e inizia a infastidirla. La cozza entra poi nella bocca di Pluto, il quale chiede aiuto a Topolino, che sta mangiando e dà al suo cane un würstel, credendo abbia fame. Il würstel viene ingurgitato dalla cozza, che si mangia anche il panino di Topolino e una quantità massiccia di pepe, mettendosi a starnutire e andandosene dalla bocca di Pluto. Rimbalzando sulla sabbia, la cozza sveglia un gabbiano che cerca di mangiarla, ma essa gli sfugge entrando in mare. In seguito, mentre Topolino pesca, il gabbiano inizia a mangiare i pesci che Topolino usa come esche. Topolino e Pluto cercano diverse volte di fermare il gabbiano, ma l'uccello si dimostra più astuto di loro e i tentativi falliscono. Dopo che Topolino ha gettato una pietra nel secchio delle esche, il gabbiano chiama a raccolta i suoi compagni mediante l'alfabeto semaforico. Topolino e Pluto si ritrovano quindi inseguiti da uno stormo di gabbiani, mentre il gabbiano di prima, ascoltando la radio, può mangiarsi tranquillamente i pesci.

## Distribuzione

### Edizione italiana
Il cortometraggio fu distribuito in Italia il 23 luglio 1977 all'interno del film di montaggio Paperino e c. in vacanza con il titolo Pluto, il gabbiano e l'ostrica. Dopo essere stato incluso nel 1985 in lingua originale nella VHS Serie oro - Topolino, il corto fu ridoppiato nel 1993 dalla Angriservices Edizioni per l'inclusione nella VHS VideoParade vol. 9. Tale doppiaggio è stato usato nelle varie occasioni successive.

### Cinema
- Paperino e c. in vacanza (1977)[2]

### Edizioni home video

#### VHS
- Serie oro - Topolino (giugno 1985)[3]
- VideoParade vol. 9 (luglio/agosto 1993)[4]
- Topolino 70 anni di avventure (dicembre 1998)[5]

#### DVD
Il cortometraggio è incluso nel DVD Walt Disney Treasures: Topolino star a colori - Vol. 2.
(Titolo 1/27: Capitolo 23/24) Lingue in Dolby Surround 2.0: Italiano, Inglese, Tedesco, Spagnolo.
Sottotitoli: Italiano, Inglese, Inglese per non udenti, Francese, Tedesco, Spagnolo.